# 대구서재초등학교
대구서재초등학교는 대한민국 대구광역시 달성군에 있는 공립 초등학교이다.

## 역사
- 1939-08-28 서재간이학교 설립인가
- 1943-04-26 서재국민학교 승격 개교
- 1949-03-25 제1회 졸업(29명)
- 1985-03-11 병설유치원 개원
- 1994-09-01 달천분교장 4학급 편입
- 1995-03-01 대구광역시교육청으로 편입
- 1997-04-01 동관 교사 준공
- 1999-09-01 달천분교장 통폐합
- 2000-04-10 후관 교사 준공
- 2001-05-01 컴퓨터 2실 및 각 교실 컴퓨터 시설(117대)
- 2002-09-01 후관 2층 어학실 설치(1실)
- 2003-08-25 운동장 배수로 공사 준공
- 2005-06-15 서재도서관 개관
- 2005-09-13 교훈석,교명석,교가석 제막
- 2005-10-01 ICT 도움학습실 준공
- 2006-02-17 제58회 졸업식(137명). 졸업생총수(3,778명)
- 2006-03-01 31학급 편성(특수학급 1학급) 유치원 1학급
- 2007-02-15 제59회 졸업식(179명), 졸업생 총수(3,954명)
- 2007-03-01 제24대 이태상 교장 부임
- 2007-03-01 30학급 편성(특수학급 1학급)
- 2008-02-21 제60회 졸업식(170명), 졸업생 총수(4,124명)
- 2008-03-01 33학급 편성(특수학급 1학급)
- 2009-02-12 제61회 졸업식(156명), 졸업생 총수(4,280명)
- 2009-03-02 31학급 편성 (특수학급 1학급) 유치원 1학급(종일반 운영 포함)
- 2009-07-08 강당 급식실 완공
- 2009-08-29 영어체험실 완공
- 2010-02-10 제62회 졸업식(156명), 졸업생 총 수 (4,436명)
- 2010-03-01 제25대 차만주 교장 부임
- 2010-03-01 35학급 편성(특수 학급 1학급)
- 2010-04-01 돌봄교실 설치
- 2010-10-25 급식실 현대화사업
- 2011-02-28 운동장 인조 잔디 조성
- 2012-02-16 제64회 졸업식(165명), 졸업생 총 수(4,761명)
- 2012-03-01 38학급 편성(특수학급 1학급)
- 2012-09-01 제26대 김장태 교장 부임
- 2013-02-14 제65회 졸업식(174명), 졸업생 총수(4,935명)
- 2013-03-01 38학급 편성(특수학급 1학급)
- 2014-02-14 제66회 졸업식(131명), 졸업생 총수(5,066명)
- 2014-03-01 38학급 편성(특수학급 1학급)
- 2015-02-13 제67회 졸업식(141명), 졸업생 총수(5,207명)
- 2015-03-01 38학급 편성(특수학급 1학급)